# Rasza Muhammad an-Niklawi
Rasza Muhammad Muhammad an-Niklawi (arab. رشا محمد محمد النكلاوي; ur. 12 lutego 1983) – egipska zapaśniczka walcząca w stylu wolnym. Brązowa medalistka igrzysk afrykańskich w 2003. Zdobyła trzy medale na mistrzostwach Afryki w latach 2002 - 2005. Siódma w Pucharze Świata w 2002. Piąta na igrzyskach śródziemnomorskich w 2005 roku.